# Alvar Presta
Alvar Presta est un dirigeant de football, 11e président du FC Barcelone du 30 juin 1914 au 29 septembre 1914.

## Biographie
Médecin prestigieux, spécialisé en oto-rhino-laryngologie, le Dr Presta a joué un rôle de premier plan dans la société barcelonaise de son temps. Il a été président de l'Académie des sciences médicales de Catalogne entre 1918 et 1920. Il a également été président de la Société des amis de l'enseignement de Barcelone (1908), de l'Académie d'hygiène (1913-1916) et de l'Union des docteurs en médecine de Catalogne. en tant que directeur de la clinique antituberculeuse de Barcelone et universitaire correspondant de l'Académie royale de médecine.